# Greg Quill
Greg Quill (* 1947 in Sydney, Australien; † 5. Mai 2013 in Hamilton, Kanada) war ein australischer Musiker, Sänger und Journalist. Bis zu seinem Tod arbeitete er als Kolumnist für die Zeitung Toronto Star. Greg wurde bekannt als Sänger der australischen Band Country Radio in den späten 1960ern und 1970ern.

## Leben und Wirken

### Frühes Leben und Musikkarriere
Quills Musikkarriere begann in den 1960er Jahren als Solokünstler in Sydney, wo er auch 1970 einen B.A. in Englischer Sprache und Literatur erwarb. Er arbeitete kurz als Lehrer an einer katholischen High School in Bankstown, einem Vorort von Sydney, bis er von David Elfick als Redakteur eingestellt wurde. Außerdem wurde er als Redakteur des wöchentlichen Popmusik-Magazins Go-Set, als Feuilletonist und als Regionalredakteur eingestellt.
Während dieser Zeit betrieb Quill The Shack, einen beliebten Veranstaltungsort der späten 1960er in Narrabeen, einem Vorort Sydneys an den nördlichen Stränden. Musikproduzent Gus NcNeil (ein ehemaliger Rocksänger von Sydneys Rockband Gus & The Nomads) nahm Quill bei seinem eigenen Musiklabel Cellar Music unter Vertrag.
1970 produzierte McNeil auch Quills erste kommerzielle Aufnahme der Single Fleetwood Plain und das dazugehörige Album mit demselben Titel für EMI Australien.
Das Album wurde von EMIs Tochtergesellschaft Harvest Records veröffentlicht, obwohl die erste Single Fleetwood Plain von Columbia Records veröffentlicht wurde.
Um für das Album zu werben, gründete Quill die Band Country Radio.

### Nach der Musikkarriere
1978 löste sich die Band während der Tour in Australien auf, und Quill kehrte alleine nach Kanada zurück. Dies führte zunächst zum Ende seiner Musikkarriere. In Kanada heiratete er Ellen Davidson und gründete eine Familie. Quill wurde ein prominenter Journalist und Songtexter.
Quill arbeitete für diverse Magazine und veröffentlichte Bücher über Bon Jovi (1987), Michael Jackson (1988), The Rolling Stones (1989) und vielen weiteren Künstlern.
Seit 1983 war er ein Journalist und trat gelegentlich im TV und Radio als Kommentator auf. Außerdem arbeitete er als Kolumnist für den Toronto Star.

### Die Rückkehr zur Musik
Die spontane Wiedervereinigung 1999 in Melbourne mit zwei seiner ehemaligen Bandmitglieder ließ Quill zur Musikkarriere zurückkehren.
2003 erschien das neue Album So Rudely Interrupted von Greg Quill und Kerryn Tolhurst, einem ehemaligen Bandmitglied von Country Radio. Das Album des Duos wurde in Kanada von True North Records veröffentlicht.
Von Juni 2006 bis März 2008 hatte Quill eine wöchentliche kanadische Radiosendung River of Song auf Sirius Canada.
2009 ging Quill zurück nach Australien, um zwei Shows in seiner Heimatstadt zu veranstalten, wobei er von seinen ehemaligen Bandmitgliedern unterstützt wurde.
2011 tourte Quill an Australiens Ostküste; außerdem nahm er ein neues Album auf, das 2012 veröffentlicht werden sollte. Zuletzt trat Quill mit der Band Ironbark auf.

### Tod
Einen Monat vor seinem Tod gab Quill eine Zusammenarbeit mit Warner Music Australia bekannt, um seine alten Aufnahmen aus den 1970ern und 1980ern erneut zu veröffentlichen. Außerdem plante er nach Australien zurückzukehren, um Konzerte zu geben und dadurch den Verkauf zu fördern.
Greg Quill starb im Mai 2013 im Alter von 66 Jahren an einer Lungenentzündung und der kurz zuvor diagnostizierten Schlafapnoe. Bis zu seinem Tod arbeitete er als Journalist für den Toronto Star.